# Kai Holst
Kai Christian Middelthon Holst (smeknamn "Kaka"), född 24 februari 1913 i Lillehammer i Norge, död 27 juni 1945 i Stockholm i Sverige, var en norsk sjöman, pälsdjursuppfödare och motståndsman under andra världskriget. Då Milorgs ledning arresterades av den tyska ockupationsmakten hösten 1942, fick han en central roll i organisationen och var med om att återuppbygga ledningen (sentralledelsen, SL) tillsammans med Jens Christian Hauge. Holst tvingades att fly från Norge sommaren 1943 och stannade i Sverige fram till befrielsen i maj 1945.
För eftervärlden är Holst känd både för sin insats i den norska motståndskampen i Hjemmefronten och för händelserna kring hans död i Stockholm, i samtiden så omtalad att ledningen för Milorg gick ut med en redogörelse i Aftenposten i juli 1945. Officiellt uppgav svenska och norska myndigheter självmord som dödsorsak, men familjen och många av hans vänner och kamrater i motståndsrörelsen menar att Holst blev mördad.

## Bakgrund
Kai Holst föddes 1913 i Lillehammer. Han var son till grosshandlaren Christian Holst (född 1872) och Inga Holst, född Rasmussen, båda ursprungligen från Stavanger. Efter folkskola läste Holst på realskola och yrkesskola i Lillehammer. Ett par år efter konfirmationen gick han till sjöss, och åren 1930–1933 seglade han med Sydamerikalinjens M/S Brageland, därefter med rederiet Ditlev-Simonsen på M/S Daghill.
Han fick därefter arbete på en rävfarm i Mesnali öster om Lillehammer. Holst blev sjuk och strax innan andra världskriget genomgick han en stor operation på grund av dubbelsidig lungtuberkulos.
Han var från december 1944 gift med Margarete Corneliussen (född 1914), dotter till Ragnar Corneliussen, chef på Tiedemanns Tobaksfabrik och medlem av Norges Industriförbunds huvudstyrelse (död 1938), och Monna Morgenstierne-Roll (död 1976). Han var därmed svåger till generalmajoren Ole Otto Paus (död 2003), som var gift med Margaretes syster Else (död 1951).

## Motståndsarbete

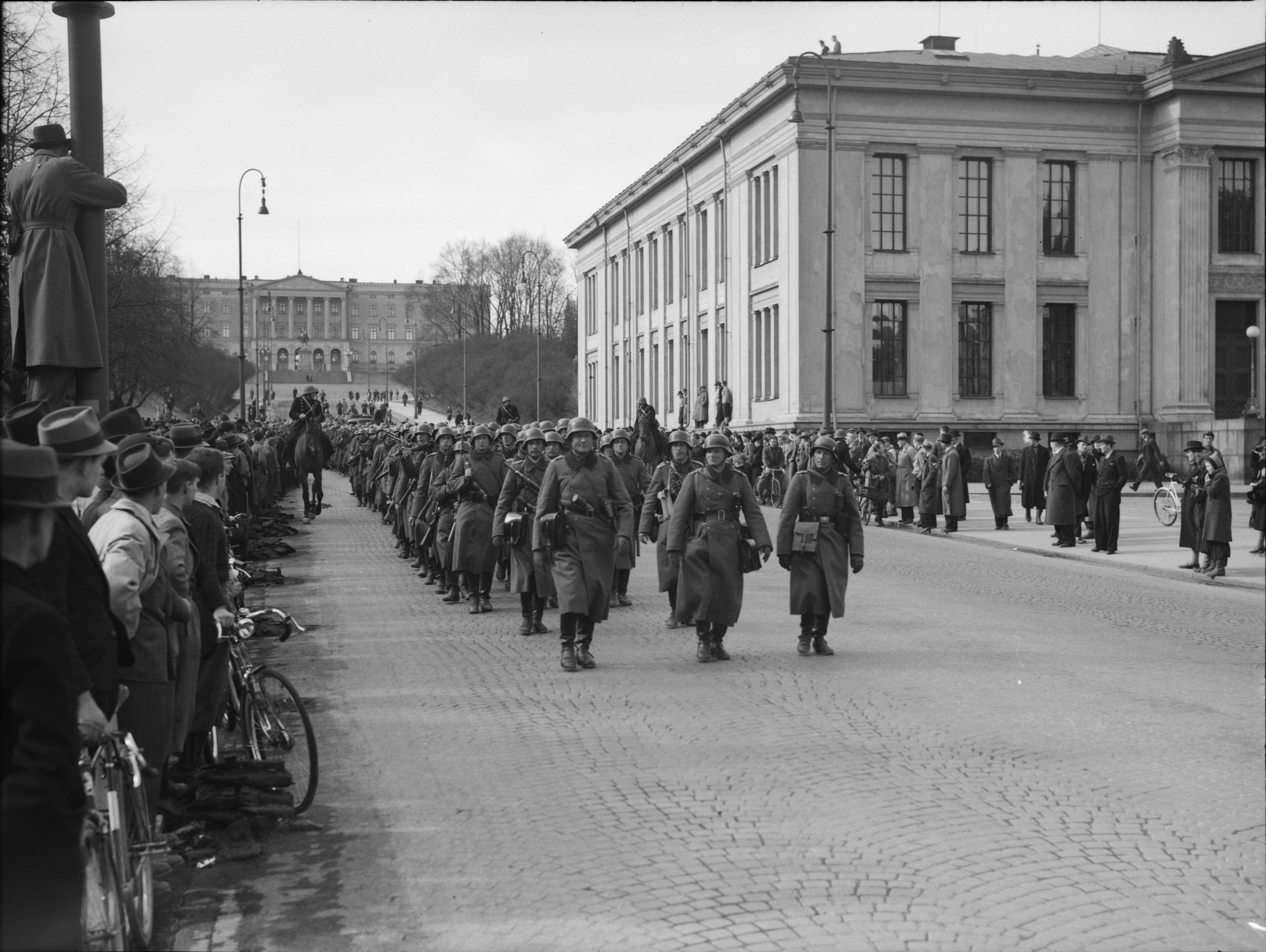
Tyska invasionssoldater marscherar uppför Karl Johan 9 april 1940.

### Illegal i Norge
Under ockupationen av Norge gick Holst, trots sviktande hälsa, med i den norska motståndsrörelsen Milorg. Han rekryterades 1941 av sin svåger, yrkesofficeren Lars Heyerdahl-Larsen. Han fick snart viktiga uppdrag och blev känd som kanske den mest handlingskraftige i SL:s sekretariat. Från 1942 arbetade Holst som kurir, etablerade Milorgs gömställen (lägenheter där motståndsfolk gömde sig före ”export” till Sverige) och hade nära kontakt med kända motståndsmän som Ole Borge (kallad ”Stor O”) och Jens Christian Hauge. Enligt Tore Pryser var Holst central vid Hauges introduktion till motståndsarbetet: ”På många sätt var det faktiskt Holst som lärde upp den oerfarne Hauge.”
Senare arbetade Holst i ett halvår med att dela ut skyddslägenheter. Holsts flickvän och senare fru, Margrethe Corneliussen, tog hand om Hauge och Holst och var själv djupt involverad i motståndsarbetet. I sin rapport om arbetet under kriget gav Jens Christian Hauge ett mycket bra omdöme om ”Kaka”, som Kai Holst kallades, och framhöll honom som den främste bland sina medarbetare. Då tungtvattenexperten Jomar Brun och hans hustru tvingades fly till Sverige, var det Holst som genom Milorgs sambandschef Salve Staubo ordnade ett gömställe för paret i Oslo. Det var också Holst som genom Staubo rekryterade Milorgs legendariske vapenchef Bror With.
Trots att han aldrig hade någon formell ledarposition i Milorg, så hade Holst en viktig roll i det praktiska arbetet i organisationen, särskilt under hösten 1942, då flera av ledarna arresterades eller blev tvungna att fly till Sverige. Holst deltog på mötet vid årsskiftet 1942–1943, då Milorg omorganiserades med Jens Christian Hauge som generalinspektör (kallad ”stor I”).
Förutom att vara kontakt mellan ledningen i Milorg och distriktsorganisationerna var Holst kontaktperson till grupper oberoende av Milorg. Det var Oslogänget med Gunnar Sønsteby, XU, Asbjørn Bryhns grupp, 2A och Osvaldgruppen (också känt som Sunde-gruppen efter ledaren Asbjørn Sunde). Samarbetet med kommunisterna i Osvald-gruppen gjorde att Holst var nära att gripas av Gestapo på grund av dålig säkerhet. Holst spelade en viktig roll vid Osvald-gruppens brandbombning av arbetskontoret på gatan Pilestredet i Oslo den 20 april 1943, som Milorg motsträvigt samtyckte till, där målet var att förstöra arkiv över dem som var inskrivna till arbetstjänst för nazisterna.
Trots sin dåliga hälsa arbetade Holst hårt och utförde en rad farliga uppdrag, bland annat möten med personer som kunde tänkas arbeta för den tyska säkerhetstjänsten. Holst organiserade också etableringen av grupper för likvidering av farliga norska och tyska agenter.  Holst var en driven ”illegalist”, medveten om risken för avslöjande, och gick alltid med pistol och giftpiller för att kunna ta livet av sig för att inte röja organisationen om han blev tillfångatagen.

### Flykt till Sverige

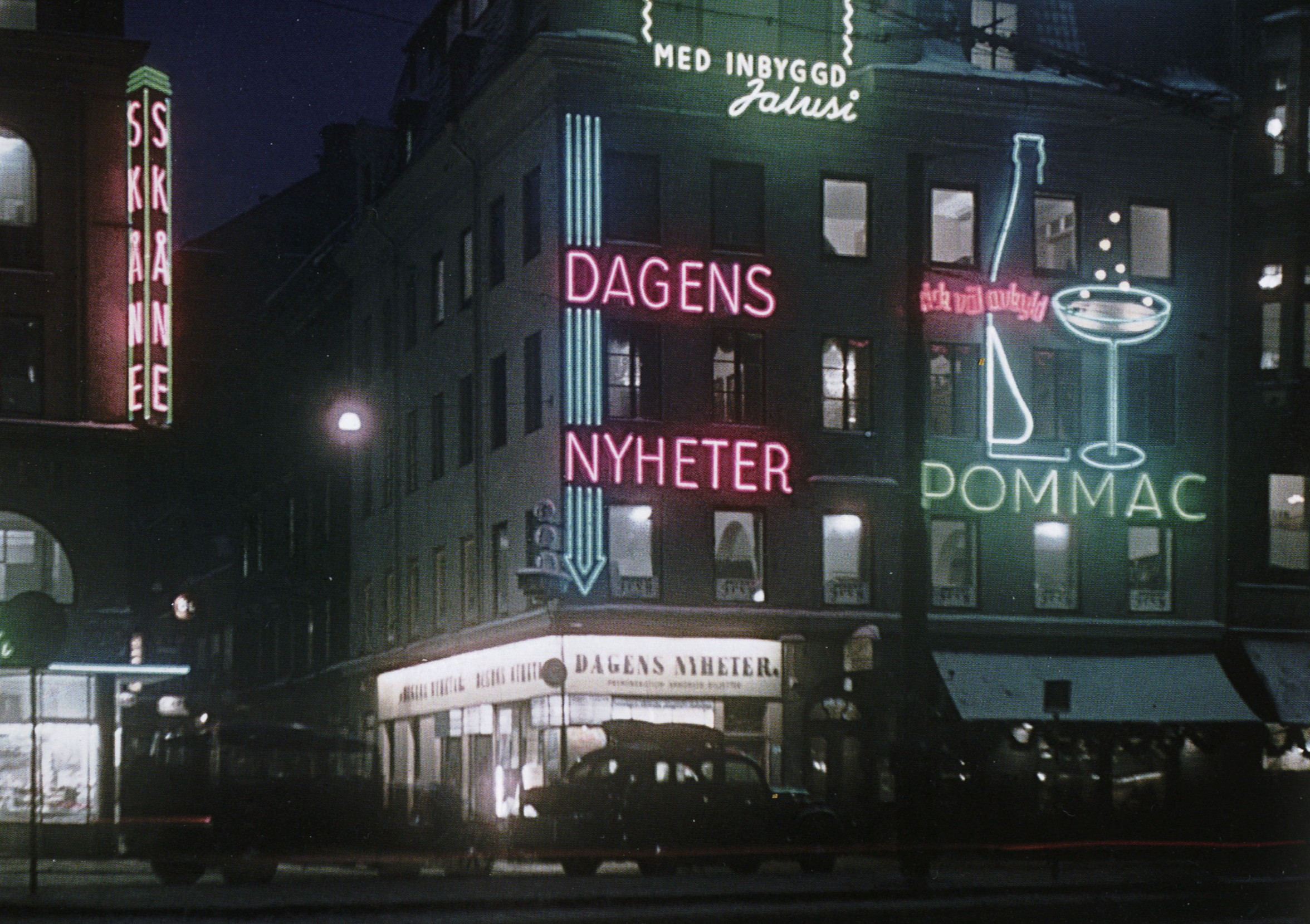
Stureplan 1943, att komma från krigets mörklagda Oslo till upplysta Stockholm måste varit en stor förändring för Holst.

Holst blev tvungen att fly till Sverige sommaren 1943. Efter att först har gömt sig på en rävfarm i Mesnali följdes han av en ”gränslots” över gränsen vid Svinesund 5 augusti. Han arresterade på den svenska sidan och förklarade att han varit tvungen att fly för att olovligt innehaft en radio, lyssnat på nyheter från London och spridit dem. Sitt arbete i Milorg nämnde han inte. Efter förhör hos de svenska myndigheterna i Strömstad (landsfiskalkontoret), skickades han som norsk flykting till flyktingmottagningen vid Kjesäter, och efter nya förhör där fick han resa till Stockholm.
I Stockholm började Holst arbeta vid norska ambassadens Militärkontor nr. 4 (Mi4), med kontor på Skeppargatan 32 på Östermalm. Han arbetade med förnödenheter till hemmastyrkorna i Norge, och en av hans uppgifter var att organisera kurirverksamheten till och från Norge. Delar av Holsts arbete för motståndsrörelsen i Norge var olaglig i det neutrala Sverige. Minst en gång arresterades han av svensk polis men sattes snabbt på fri fot. Arresteringarna var knutna till Holsts misslyckade försök att organisera en kurirrutt över Magnor med hjälp av en svensk och en norrman med lokalkännedom. Efter kriget avslöjades det att de två arbetade i tyska Abwehrs tjänst. Holst var duktig på att organisera och skaffa utrustning, och han hade många kontakter, en av dem var den sovjetiske ambassadören Aleksandra Kollontaj, som han fick flera pistoler av.
I november 1944 var Holst involverad i ett rättsfall med olovlig vapenhandel, och fick en varning från Säpo. Vid samma tidpunkt var Holst också nämnd av Säpo i förhållande till ett spionfall där den norske underrättelsemannen Finn Jacobsen var involverad. Holst kunde emellertid inte förhöras då han vid tillfället hade diplomatisk status. Finn Jacobsen var anställd av den brittiska underrättelsetjänsten SIS (MI6) och samarbetade med Holst för att skaffa britterna information om Norge, vid sidan av den norska legationen, som SIS inte litade fullt ut på. Holst var aktivist och hade sannolikt sympati för de handlingsmotiverade grupperna i motståndskampen, som 2A och Osvald-gruppen och det så kallade Idrettskontoret vid legationen, som leddes av Harald Gram.
Den 19 december 1944 gifte sig Kai Holst och Margarete Corneliussen i Stockholm.

## Fred och död

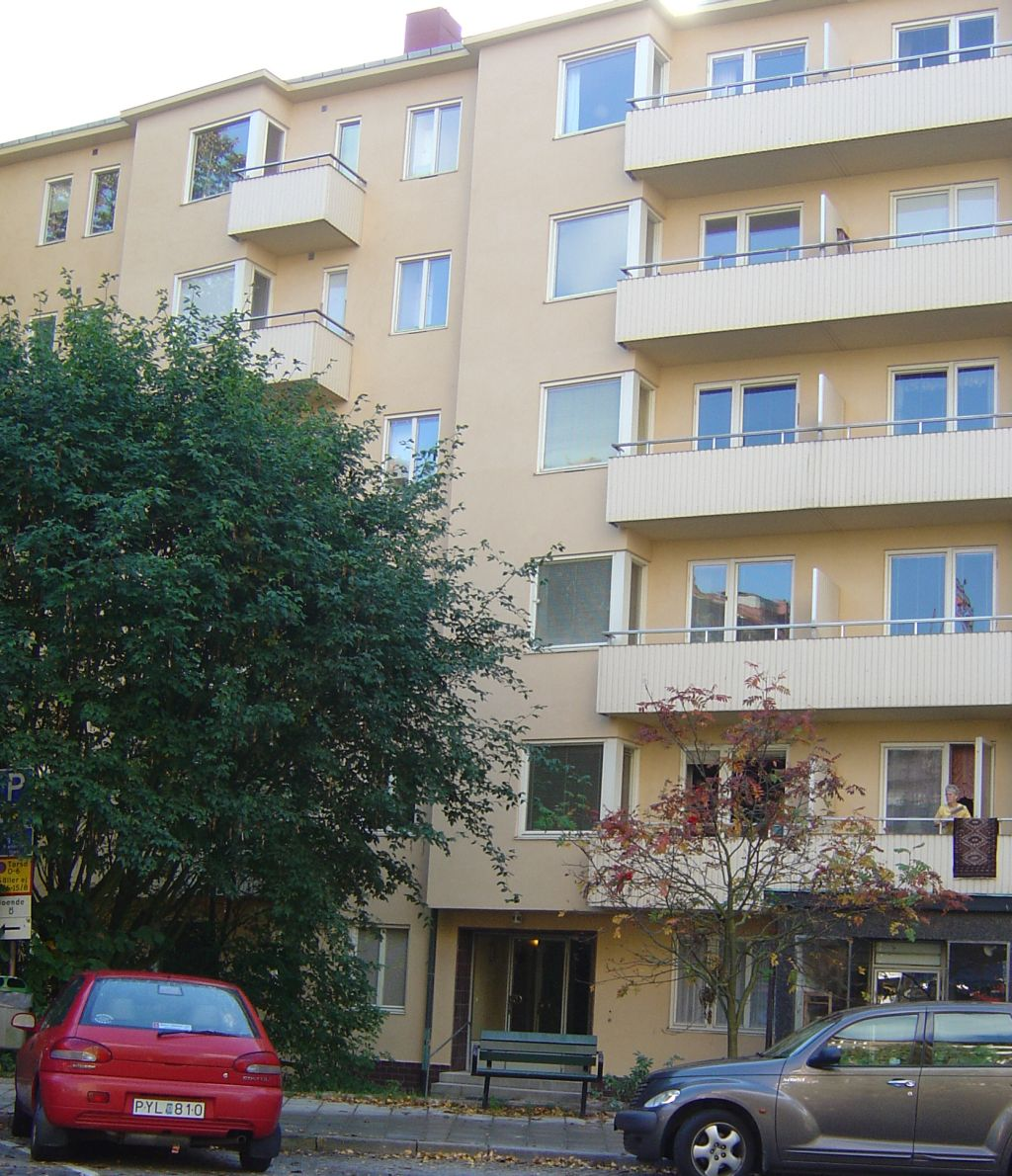
Huset där Kai Holst hittades död, Rindögatan 42 på Gärdet i Stockholm.

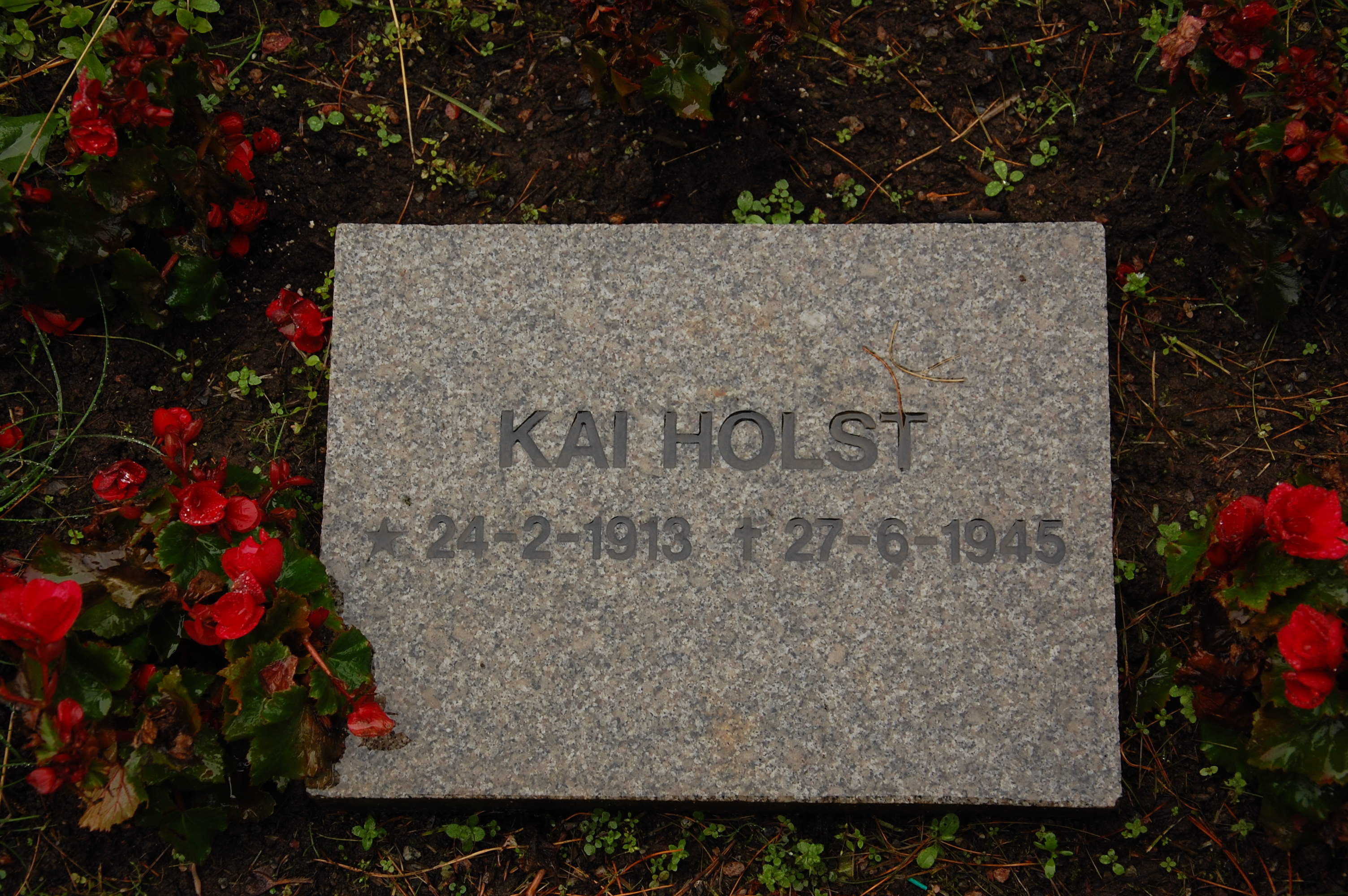
Kai Holst gravplats, Vestre gravlund i Oslo

Efter den tyska kapitulationen i maj 1945 arbetade Kai Holst med avveckling av de olika försörjningsbaser norska motståndsstyrkor haft på svensk jord och reste fram och tillbaka mellan Sverige och Norge. Den 23 juni 1945 kom Holst med bil från Stockholm och var tidigt morgonen den 26 juni med som chaufför vid razzior och gripanden som brittiska och norska styrkor utförde i tyska militärläger vid Wehrmachts huvudkvarter i Lillehammer.
Samma dag reste han oväntat tillbaka till Stockholm och hittades morgonen den 27 juni 1945 död överst i trappuppgången i ett bostadskvarter på Rindögatan 42 på Gärdet. Liket av Holst, skjuten i högra tinningen, låg i en blodpöl överst i trapphuset, framför dörren till hissrummet. Holst hittades av portvaktsfrun, som någon timme tidigare hittat Holsts ryggsäck och resväska utanför ingången till gården. Liket hittades med 1200 norska kronor på sig, en betydlig summa på den tiden (motsvarande över 20 000 norska kronor, år 2012), något som kunde utesluta rånmord.
Enligt polisen hade Holst ringt på och blivit insläppt av en boende, men han gick aldrig till lägenheten när han väl var inne i trapphuset. Polismannen som först kom till liket rapporterade att pistolen (Holsts egen, en spansk Llama Colt 9mm) låg i Holsts högra hand, med fingret på avtryckaren. Pistolen avlägsnades dock av den första polismannen på plats, innan kriminalpolisen anlände. Det finns inte något fotografi eller någon skiss av liket innan pistolen avlägsnades, enbart fotografier från obduktionen.
Trots att fallet undersöktes som ett möjligt mord fastställde svensk polis snabbt att dödsorsaken var självmord. Rättstekniker provsköt vapnet som hittades i Holst hand och fann det identiskt med kulan som hittades i trappuppgången där Holst dog. Av 28 boende i kvarteret där Holst hittades förhördes endast tre av polisen under utredningen. Utöver bristande förhör fanns en rad andra brister i undersökningen, det fanns ingen detaljbeskrivning av brottsplatsen, och information som rutinmässigt inhämtades vid mordutredningar antecknades inte.
Kai Christian Middelthon Holst begravdes på Vestre gravlund i Oslo; graven är märkt med en enkel minnestavla med namn, födelse- och dödsdatum ingraverat.

## Fallet Holst

### Självmord eller mord?
Holsts familj, många av hans kamrater i motståndsrörelsen, bland dem Hans Ringvold och Erik Myhre, menade att Holst blev mördad. Bland teorierna kolleger och vänner la fram om möjligt mord var den gemensamma nämnaren likvidering av utländsk underrättelsetjänst: tysk, svensk, sovjetisk eller amerikansk.

### Hot
Holsts familj gjorde egna undersökningar rörande hans dödsfall. Hans syster Else Heyerdahl-Larsen vände sig till norska myndigheter men blev varnad för att undersöka saken vidare då detta kunde vara farligt. Dåvarande kapten, senare generalmajor, Ole Otto Paus fru var syster till Holsts fru, och Paus såg 1945 i Oslodokumenten från undersökningen då han försökte reda ut saken. Att Holst hade beställt sovvagnsbiljetter till sin fru och sig själv till dagen efter att han hittades död fann Paus i synnerhet oroväckande. Två år senare var samma dokument försvunna då Paus önskade att se dem igen.
Ole Otto Paus blev varnad av en hög norsk polisman, Olav Svendsen, tidigare chef för Rettskontoret (en norsk underrättelseorganisation i Sverige), mot att vidare undersöka Holsts död. Samma polisman hotade Holsts änka och syster till att låta saken bero. Paus råddes också av chefen för försvarsstaben, generallöjtnant Ole Berg (tidigare chef för Militärkontoren Mi2 och Mi4 vid den norska legationen i Stockholm) till låta fallet vara, eftersom det var livsfarligt att följa upp det.

### Nya undersökningar
Holsts efterlevande tog på 1990-talet kontakt med advokat Jan Heftye Blehr. Blehr vände sig till norska rättsmedicinska institutet (Rettsmedisinsk institutt) för att få en ny bedömning av obduktionsrapporten. Patolog Olving gav uttalandet att: ”det utifrån obduktionsfynden inte är något som talar mot att det kan föreligga ett självmord. Det är emellertid heller inte något i vägen för att det kan föreligga ett mord”. På grund av generalmajor Paus uttalanden, engagerade sig norska justitiedepartementet, och historiken Trond Bergh var 1995 i Stockholm och fick se Säpos material om fallet. Enligt dåvarande justitieminister Grete Faremo framkom ingen ny information.
Norges Hjemmefrontmuseums professor Magne Skodvin undersökte fallet samma år. Museet baserade sig på undersökningar som pensionerade högsta domstolsdomaren Einar Løchen hade gjort å Ole Borges vägnar, en av veteranerna från Milorg som menade att Holst blev likviderad. Borge och Løchen menade att det var kommunisterna som låg bakom likvideringen av Holst, detsamma hävdade även XU-agenten Wiggo Ljøner. Skodvin påpekade vissa svagheter med polisundersökningen, men drog slutsatsen att det, utifrån materialet, var klart att dödsorsaken var självmord.

### Oklarheter

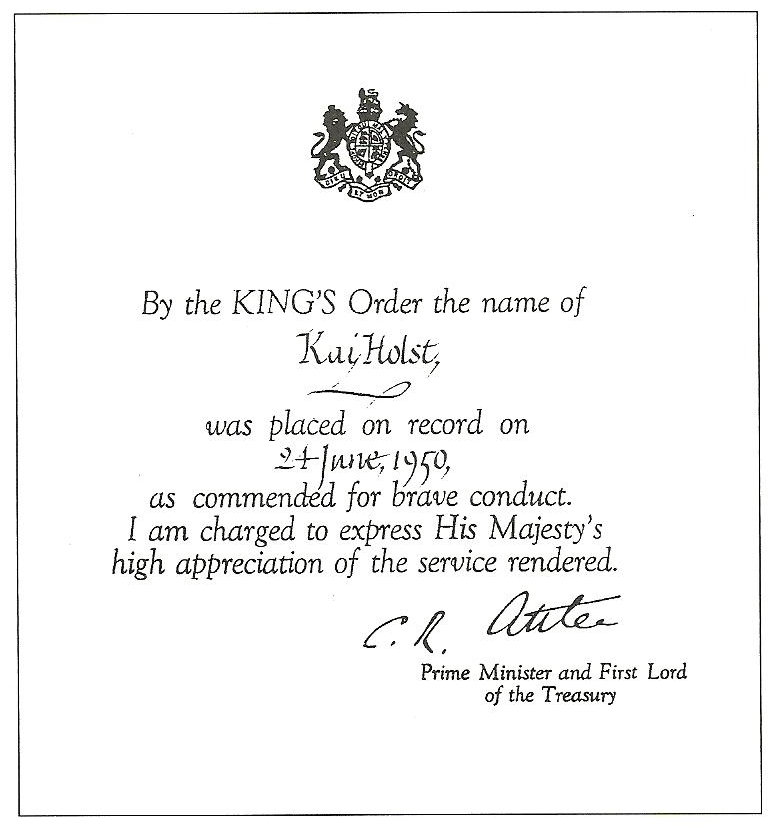
Diplom där Kai Holst postumt hedras av den brittiska konungen för modigt uppträdande och mottar stor tacksamhet for utförda tjänster. Dokumentet är daterat 24 juni 1950 och undertecknat av statsminister Clement Attlee.

Bland de påfallande saker med fallet är att Holsts mapp är borttagen ur Säpos arkiv. Tore Pryser hävdar att med den detaljnivå som Säpo gick ned på i motsvarande fall, så måste det ha existerat en akt om Holst: ”Allt tyder på att materialet om Holst är makulerat.” Lite information om Holst finns dock hos Säpo i tre andra personers fallmappar. Vittnesmål om hans förehavanden vid ankomsten till Stockholm och vem han var tillsammans med natten han dog, är också motsägande. 
Holst hittades död i ett bostadskvarter där det tyska Abwehr hade ett gömställe, och en brittisk SIS-agent bodde i kvarteret bredvid. Mannen som öppnat för Holst var Svante Holger Ahreson, en bekant till Holst. Enligt Ahresons förklaring till polisen hade han bara hört någon tala otydligt, trott det var någon som hade ringt på fel och hade gått och lagt sig när han inte hörde något mer. Enligt Ahresons dotter hade emellertid Holst ett avtal med hennes far om att husera norska motståndsfolk som var i fara. Holst hade alltså en nära kontakt med Ahreson och var inte bara en ytlig bekant. Till skillnad från vad han hade förklarat för polisen så kände Ahreson igen Holsts röst i porttelefonen, väntade på att han skulle komma in, något som inte hände, men registrerade att hissen gick och hörde röster och senare ett skott.
Holst hittades enligt svensk polis med pistolen i höger hand, något som har ansetts som tecken på självmord. Enligt vapenexperter är det dock högst ovanligt att ett handvapen blir liggande i den dödes hand då vapnets kraftiga rekyl, kombinerat med ögonblicklig slapphet i muskulaturen leder till att vapnet faller från en eventuell självmördares hand. Att liket hittades med vapnet i höger hand är också något som familjen har reagerat starkt på, eftersom Holst enligt dem var vänsterhänt. I den svenska polisens 32 sidor långa rapport om fallet står slutsatsen på ett enda ställe, på framsidan, rättsmedicinaren som obducerade Holst skrev följande: ”Suicidum”, latin för självmord. Samma rättsmedicinare som i sin obduktionsrapport inte tog ställning till varför Holst dog, mord eller självmord, signerade alltså polisrapporten, men enligt svenska handskriftsexperter är underskriften förfalskad.
Holsts chef i Stockholm 1945, Wladimir Mörch Hansson, menade att Holst var hotad till livet och att bristen på svensk hjälp till att reda ut fallet var oförklarligt.
Odd Feydt, aktiv i motståndsgruppen 2A och år 1943 daglig ledare av Sambandskontoret (en norsk underrättelseorganisation i Sverige), hävdade att Holst skuggades under sin sista resa från Lillehammer till Stockholm, och att Holsts död kan sättas i samband med samarbetet mellan det norska Rettskontoret och den svenska underrättelseorganisationen C-byrån.
Den svenske professorn Ingvar Bergström, som arbetade för C-byrån i Göteborg under kriget, menade att Holst hade likviderats. Han hävdade först att likvideringen skedde på order från ”högt upp i Milorg”, men ändrade sedan uppfattning, i samråd med den pensionerade landshövdingen och historikern Per Nystöm, till att det var svenskarna som gjorde det, i samarbete med norrmännen. Kai Holsts nära kollega från krigsåren, Milorg-ledaren Jens Christian Hauge, har kritiserats för att vara avvisande till att kasta ljus över fallet. I samband med pressrubriker angående fallet 1994 skickade Hauge ut en pressmeddelande där han slog fast att han inte hade någon särskild kunskap om fallet och avslutade med att: ”Det skulle vara en stor lättnad för mig och för alla Kai Holsts kvarlevande kamrater om detta smärtsamma fall kunde klaras upp.”

### Kuppen i Lillehammer
I efterhand har historikern Tore Pryser ställt frågor om Kai Holsts död kan ha haft samband med uppdraget i Lillehammer. Det skulle kunna vara så att Holst hade med sig information från Lillehammer som kunde skada operationen, som senare blev känd som kuppen i Lillehammer. Enligt Odd Feydt skuggades Holst från det att han passerat gränsen på väg tillbaka till Stockholm. Informationen om Lillehammerkuppen var åren efter kriget hemligstämplad, och fortfarande är inte allt tillgängligt. En rapport i brittiska nationalarkivet (the National Archives) är hemligstämplad fram till år 2020. En begäran om upplysningar görs 2020, men får avslag. Fortsatt hemligstämpel.
Kai Holst mottog aldrig någon utmärkelse av norska myndigheter för sin krigsinsats, trots att Wladimir Mørch Hansson yrkade på detta inför sekretariatet i Hjemmestyrkenes (den norska militära motståndsrörelsen, upprättad av den norska exilregeringen i London under ockupationen av Norge) råd i januari 1946. Däremot hedrades Holst den 24 juni 1950 post mortem av Georg VI av Storbritannien för modigt uppträdande (Queen's Commendation for Brave Conduct). Senare har det väckts frågor om anledningen till att Storbritannien valde att hedra Holst, i och med att han aldrig officiellt arbetat för britterna. En hypotes som lagts fram av Pryser, är att Holst, som utöver sitt arbete för Milorg också var i brittisk tjänst hos underrättelseorganisationen SIS, mördades av svensk underrättelsetjänst, för att han inte skulle rapportera till britterna om operationen i Lillehammer.